# Otto Ohl

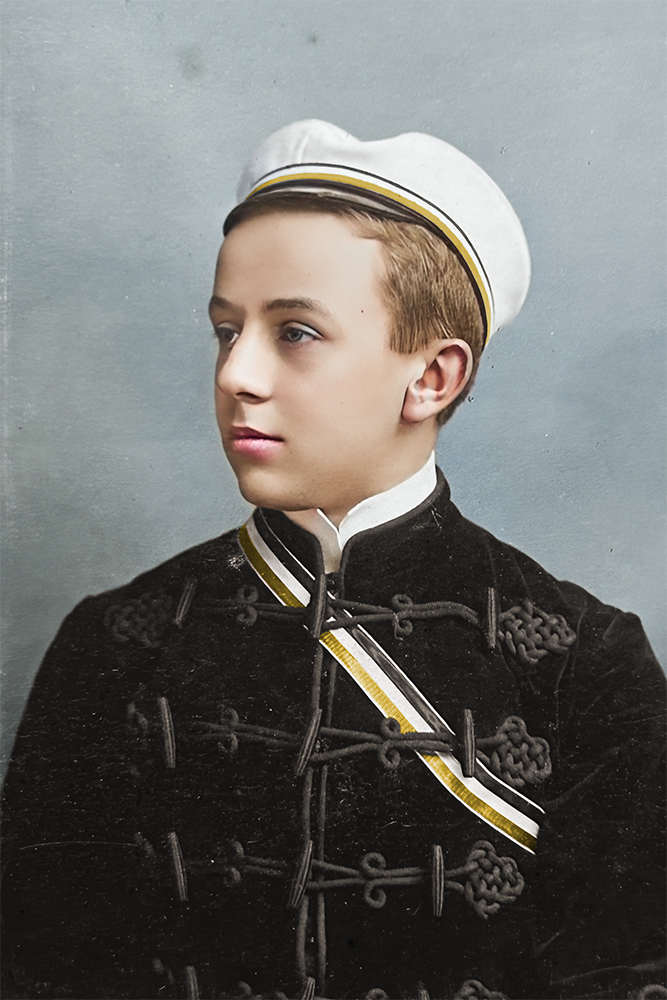
Otto Ohl als Student

Otto Ohl (* 28. Juli 1886 in Duisburg; † 23. Februar 1973 in Langenberg (Rheinland)) war ein deutscher evangelischer Geistlicher.

## Werdegang
Ohl studierte Theologie in Tübingen, Berlin und Bonn. An seinen Studienorten trat er den Tübinger, Berliner und Bonner Wingolfsverbindungen bei. Ab 1909 war Ohl Hilfsprediger in Essen-Rüttenscheid, 1911 wurde er Bundesagent des Ostdeutschen Jungmännerbundes. Von 1912 bis 1963 war er Geschäftsführender Direktor des Landesverbandes Innere Mission Rheinland. Später war er auch Vizepräsident des Zentralausschusses für Innere Mission und von 1957 Vorsitzender der Diakonischen Konferenz sowie stellvertretender Vorsitzender des Diakonischen Rates.
Von 1956 bis 1960 war er zudem Präsident der Deutschen Krankenhausgesellschaft (DKG).

## Ehrungen
- 1953: Verdienstkreuz (Steckkreuz) der Bundesrepublik Deutschland
- 1956: Großes Verdienstkreuz der Bundesrepublik Deutschland
- Otto-Ohl-Weg in Wülfrath
- Die Bergische Diakonie Aprath benannte eines ihrer Wülfrather Pflegeheime „Haus Otto Ohl“.
- Die Diakonie Düsseldorf benannte 1966 eine stationäre Pflegeeinrichtung in Düsseldorf-Garath „Otto-Ohl-Haus“.

## Schriften
- Johannes Daniel Falk, der "Freund in der Not". Bechauf, Bielefeld 1952.